# Deutsche Meisterschaften im Rennrodeln 2007
Die vorgezogenen Deutschen Meisterschaften im Rennrodeln 2007 fanden vom 2. bis 4. November 2006 auf der Rennschlitten- und Bobbahn im sächsischen Altenberg statt.
Die Titelkämpfe in den Einsitzern für Frauen und Männer sowie dem Doppelsitzer wurden am 4. November 2006 ausgetragen und fungierten Qualifikations- und Selektionsrennen für die Rennrodel-Weltcupsaison 2006/07. Die Titel gingen an Sylke Otto im Einsitzer der Frauen, David Möller im Einsitzer der Männer und Patric Leitner/Alexander Resch im Doppelsitzer.

## Ergebnisse

### Einsitzer der Frauen
| Platz | Sportlerin              | Verein                        | Laufzeiten        | Zeit         |
| ----- | ----------------------- | ----------------------------- | ----------------- | ------------ |
| 1     | Sylke Otto              | WSC Erzgebirge Oberwiesenthal | 55,109 s 54,839 s | 1:49,948 min |
| 2     | Tatjana Hüfner          | WSC Erzgebirge Oberwiesenthal | 55,214 s 54,818 s | +0,084 s     |
| 3     | Silke Kraushaar-Pielach | BSR Rennsteig Oberhof         | 55,076 s 55,059 s | +0,187 s     |
| 4     | Anke Wischnewski        | WSV Erzgebirge Oberwiesenthal | 55,371 s 55,008 s | +0,431 s     |
| 5     | Natalie Geisenberger    | ASV Miesbach                  | 55,355 s 55,045 s | +0,452 s     |
| 6     | Corinna Martini         | BSC Winterberg                | 55,523 s 55,189 s | +0,764 s     |
| 7     | Anja Eberhardt          | RC Ilmenau                    | 55,427 s 55,362 s | +0,841 s     |
| 8     | Madeleine Teuber        | BSC Winterberg                | 55,737 s 55,511 s | +1,300 s     |
| 9     | Stefanie Sieger         | WSV Königssee                 | 55,818 s 55,615 s | +1,485 s     |
| 10    | Lisa Liebert            | SSV Altenberg                 | 56,067 s 55,978 s | +2,097 s     |

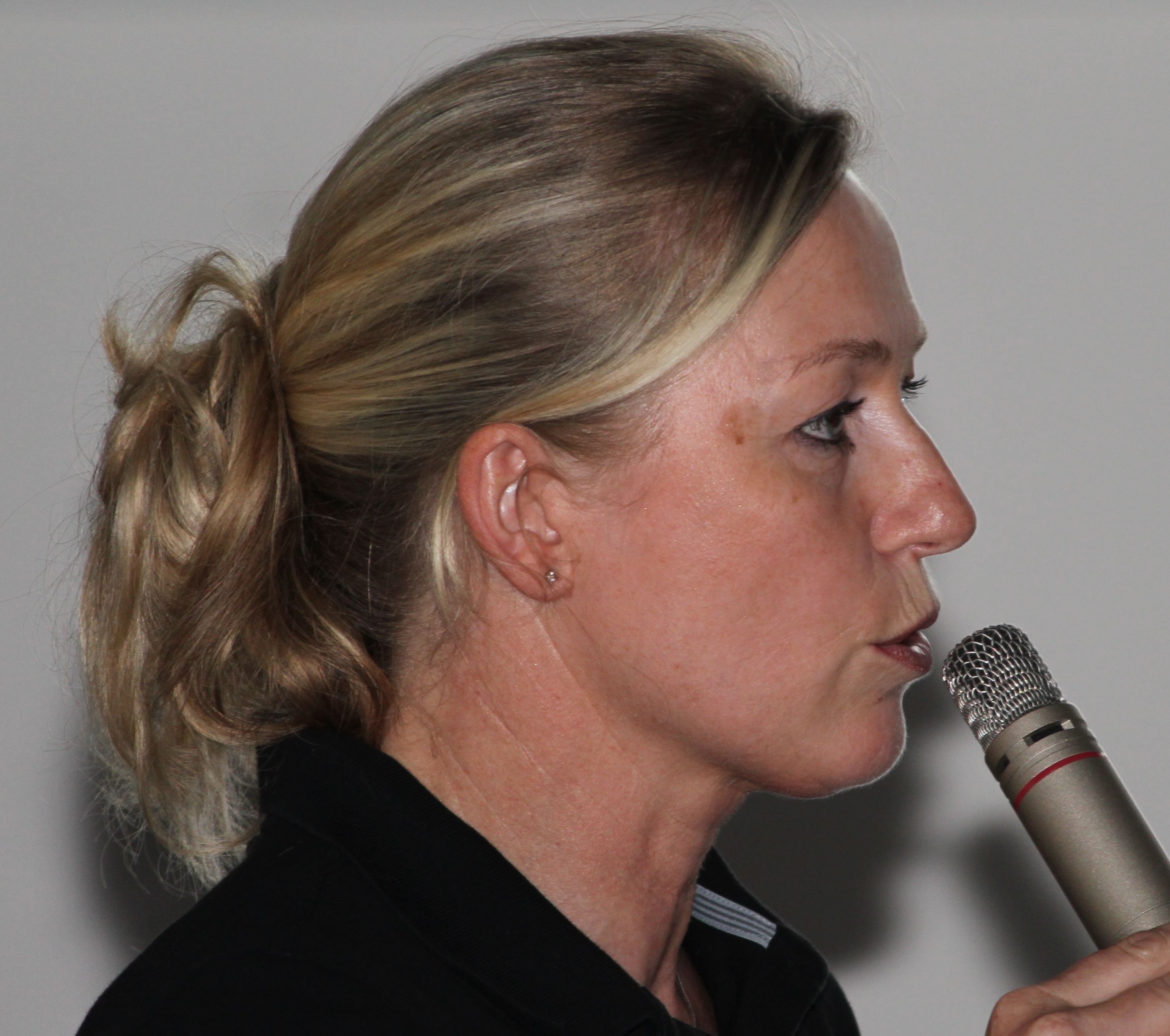
Sylke Otto, Deutsche Meisterin

Es traten 10 Starterinnen an. Den deutschen Meistertitel sicherte sich Sylke Otto, die zum letzten Mal bei nationalen Meisterschaften antrat und ihre Karriere im Januar 2007 aufgrund einer Schwangerschaft beendete. Sie erreichte in keinem der beiden Rennläufe die Bestzeit, sondern war jeweils Zweitbeste. Silke Kraushaar-Pielach, die nach dem ersten Lauf noch auf dem ersten Rang lag, fiel aufgrund eines schlechteren zweiten Laufes auf den Bronzerang zurück. Den Vizemeistertitel sicherte sich Tatjana Hüfner, die – nach Rang 3 im ersten Lauf – Bestzeit im zweiten Lauf fuhr. Anke Wischnewski fuhr auf Rang 4, Natalie Geisenberger landete rund 2 Hundertstel dahinter auf dem fünften Platz. Corinna Martini, Anja Eberhardt, Madeleine Teuber, Stefanie Sieger und Lisa Liebert folgten auf den weiteren Rängen.

### Einsitzer der Männer
| Platz | Sportlerin      | Verein                        | Laufzeiten        | Zeit         |
| ----- | --------------- | ----------------------------- | ----------------- | ------------ |
| 1     | David Möller    | RRV Sonneberg                 | 56,460 s 56,314 s | 1:52,774 min |
| 2     | Denis Geppert   | WSC Erzgebirge Oberwiesenthal | 56,432 s 56,447 s | +0,114 s     |
| 3     | Jan Eichhorn    | BSR Rennsteig Oberhof         | 56,562 s 56,457 s | +0,245 s     |
| 4     | Felix Loch      | RC Berchtesgaden              | 56,847 s 56,732 s | +0,805 s     |
| 5     | Johannes Ludwig | BSR Rennsteig Oberhof         | 56,674 s 56,915 s | +0,815 s     |
| 6     | Denis Bertz     | WSC Erzgebirge Oberwiesenthal | 57,045 s 57,286 s | +1,557 s     |
| 7     | Andi Langenhan  | RRC Zella-Mehlis              | 56,774 s 57,585 s | +1,585 s     |
| 8     | Andreas Graitl  | RC Berchtesgaden              | 57,088 s 57,403 s | +1,717 s     |
| 9     | Peter Fischer   | BSR Rennsteig Oberhof         | 57,478 s 57,828 s | +2,532 s     |
| 10    | Eric Zöllner    | SSV Altenberg                 | 59,028 s 58,402 s | +4,656 s     |
| DNF   | Richard Grill   | WSV Königssee                 |                   |              |

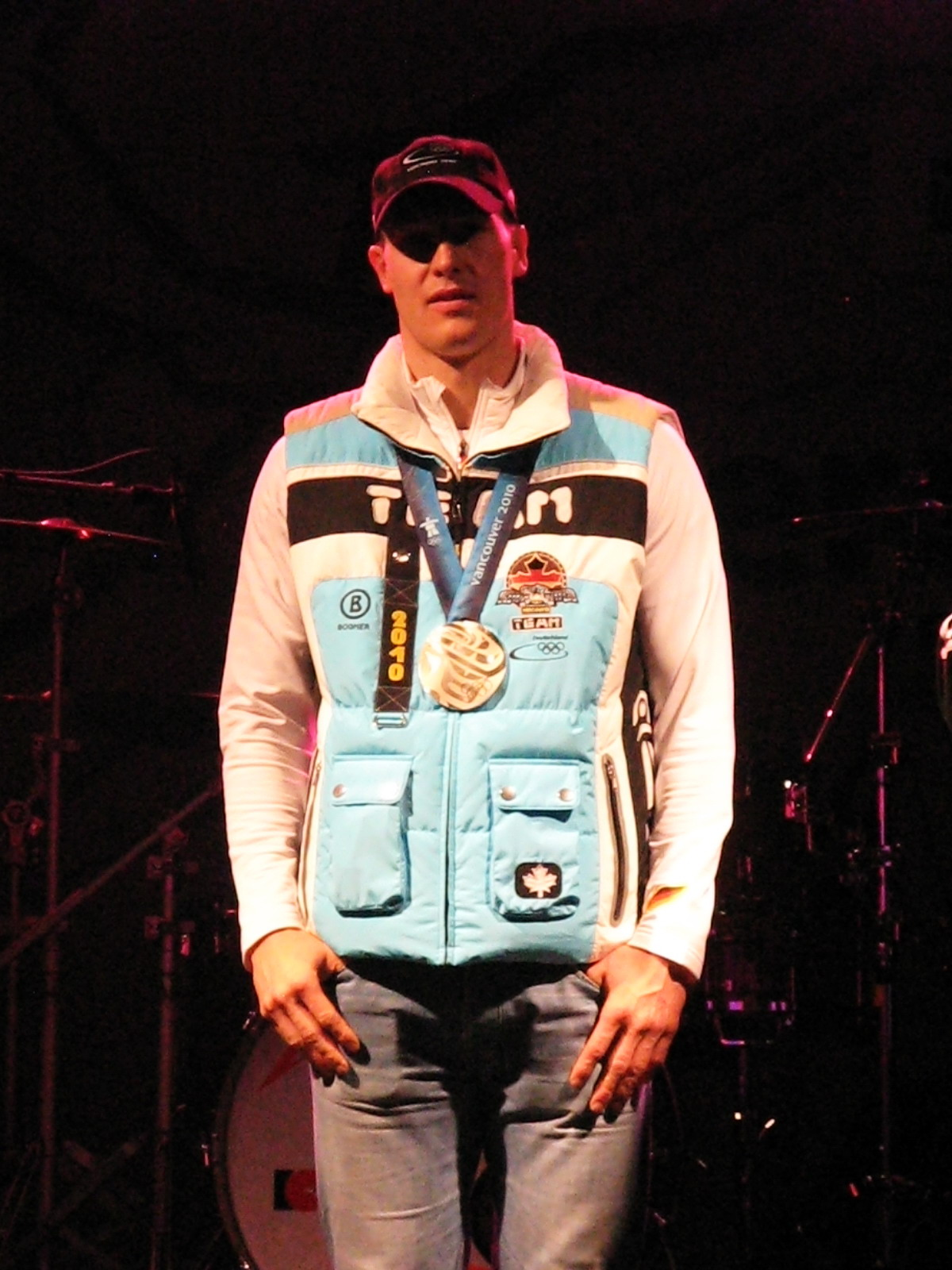
David Möller, Deutscher Meister

Im Einsitzer der Männer traten 11 Starter an. Deutscher Meister wurde David Möller vor Denis Geppert, der nach dem ersten Lauf – bei dem Möller aufgrund eines Fahrfehlers im unteren Bahnabschnitt rund 3 Hundertstel Rückstand einfuhr – noch in Führung lag. Geppert konnte sich jedoch trotz dieses Vizemeistertitels nicht für das Weltcupteam qualifizieren und beendete anschließend seine aktive Laufbahn. Dritter wurde Jan Eichhorn. Mit mehr als einer halben Sekunde Rückstand auf das Podium, wurde Felix Loch Vierter. Johannes Ludwig, Denis Bertz, Andi Langenhan, Andreas Graitl, Peter Fischer und Eric Zöllner folgten auf den weiteren Rängen. Richard Grill stürzte bereits im ersten Lauf und erreichte das Ziel nicht.

### Doppelsitzer
| Platz | Sportlerin                        | Verein                                              | Laufzeiten        | Zeit         |
| ----- | --------------------------------- | --------------------------------------------------- | ----------------- | ------------ |
| 1     | Patric Leitner/Alexander Resch    | WSV Königssee/RC Berchtesgaden                      | 43,418 s 43,255 s | 1:26,673 min |
| 2     | Sebastian Schmidt/André Forker    | SSV Altenberg                                       | 43,427 s 43,389 s | +0,143 s     |
| 3     | Tobias Wendl/Tobias Arlt          | RC Berchtesgaden/WSV Königssee                      | 43,491 s 43,343 s | +0,161 s     |
| 4     | André Florschütz/Torsten Wustlich | BSR Rennsteig Oberhof/WSC Erzgebirge Oberwiesenthal | 43,526 s 43,596 s | +0,449 s     |
| 5     | Marcel Lorenz/Christian Baude     | BSR Rennsteig Oberhof                               | 43,773 s 43,782 s | +0,882 s     |
| 6     | Ronny Pietrasik/Christian Weise   | SSV Altenberg/WSC Erzgebirge Oberwiesenthal         | 44,077 s 44,014 s | +1,418 s     |
| 7     | Ralf Rassmann/René Hengst         | SSV Fortschritt Lichtenstein                        | 46,769 s 45,257 s | +5,353 s     |

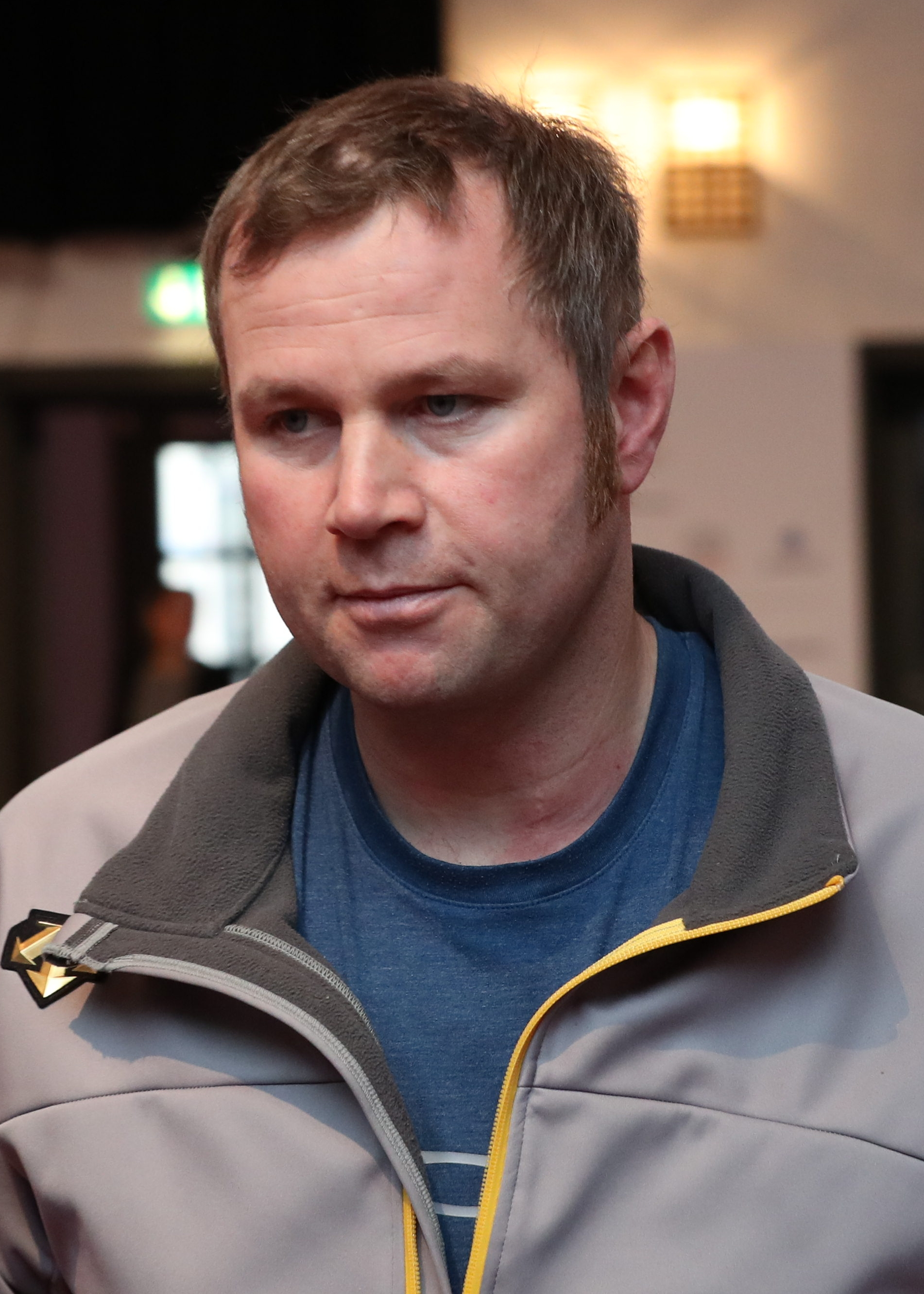
Patric Leitner, Pilot des Doppelsitzers Leitner/Resch, Deutscher Meister

Es traten sieben Doppelsitzerpaare beim Titelkampf um die nationale Meisterschaft an. Den Sieg sicherten sich die Weltcupgesamtsieger der Saison 2005/06 Patric Leitner und Alexander Resch vor den Lokalmatadoren und Titelverteidigern Sebastian Schmidt und André Forker, die ihren Konkurrenten in beiden Läufen unterlegen waren. Es waren schlussendlich ihre letzten nationalen Meisterschaften, das Doppelsitzerpaar beendete seine aktive Laufbahn nach der Nicht-Nominierung für die Rennrodel-Weltmeisterschaften 2007 mit sofortiger Wirkung. Den Bronzerang erreichten Tobias Wendl und Tobias Arlt vor André Florschütz und Torsten Wustlich sowie Marcel Lorenz und Christian Baude. Die Lokalmatadoren Ronny Pietrasik und Christian Weise erreichten auf ihrer Heimbahn im Altenberger Kohlgrund den sechsten Platz, auf Rang 7 folgten Ralf Rassmann und René Hengst.